# Acide phénylacétique
L'acide phénylacétique  ou acide alpha-toluique a pour formule brute C8H8O2 et C6H5CH2COOH comme formule semi-développée.
Il se présente sous forme de cristaux blancs et possède un point de fusion de 76 °C. Il a une odeur florale et sucrée.
C'est l'arôme associé au miel sous forme de son ester d'éthyle (phénylacétate d'éthyle).
Sa synthèse s'effectue à partir de cyanure de benzyle et d'acide chlorhydrique.
Il entre dans la synthèse de la pénicilline G et est utilisé en parfumerie.
Il agit dans le monde végétal comme auxine.
Comme ce produit peut être utilisé en synthèse pour différentes
amphétamines, sa fabrication et sa vente sont sujettes à déclaration.